# Wegescheid
Wegescheid ist ein ehemals eigenständiger Ortsteil von Gummersbach im Oberbergischen Kreis im südlichen Nordrhein-Westfalen, Deutschland. Er gehört heute zum Ortsteil Hülsenbusch.

## Lage und Beschreibung
Wegescheid liegt im Nordwesten von Gummersbach an der Grenze zu Marienheide im Tal des in die Leppe mündenden Hesselbaches am nördlichen Rand von Hülsenbusch.

## Geschichte
1542 wurde der Ort erstmals urkundlich erwähnt. Zwei Einwohner des Ortes „op dem Wegeschlade“ werden in den Türkensteuerlisten genannt.